# Дарчия, Роза Георгиевна
Роза Георгиевна Дарчия (1929 год, Озургетский район, ССР Грузия) — колхозница колхоза имени Чарквиани Махарадзевского района, Грузинская ССР. Герой Социалистического Труда (1950).

## Биография
Родилась в 1929 году в крестьянской семье в одном из сельских населённых пунктов Озургетского района. Трудовую деятельность начала в годы Великой Отечественной войны на чайной плантации колхоза имени Чарквиани Махарадзевского района.
В 1949 году собрала 6361 килограмма сортового чайного листа на участке площадью 0,5 гектаров. Указом Президиума Верховного Совета СССР от 19 июля 1950 года удостоена звания Героя Социалистического Труда за «получение высокого урожая сортового зелёного чайного листа в 1949 году» с вручением ордена Ленина и золотой медали «Серп и Молот» (№ 5232).
Этим же указом званием Героя Социалистического Труда были награждены труженики колхоза имени Чарквиани Зинаида Ираклиевна Ломинадзе и Сергей Ражденович Хавтаси.
После выхода на пенсию проживала в Махарадзевском районе.